# مالكوم تاكر
مالكوم تاكر (بالإنجليزية: Malcolm Tucker)‏ (12 أبريل 1933 في المملكة المتحدة - ) هو لاعب كرة قدم بريطاني في مركز الدفاع. لعب مع غريمسبي تاون وSkegness Town A.F.C. ‏.